# Master Top Airlines
A Master Top Airlines foi uma companhia aérea brasileira, com sede em Campinas, que operava no transporte de cargas.

## História
A Master Top Airlines iniciou suas atividades no primeiro semestre de 2006, tendo apoio operacional da companhia peruana Cielos del Peru. No ano seguinte, apresentou uma produtividade bastante limitada, pois à época possuía apenas uma aeronave, que esteve longo período em manutenção.
A empresa possuía 3 DC-10-30F, com os quais operava diariamente entre Campinas e Manaus e, numa linha recentemente inaugurada, entre Guarulhos, Brasília e Manaus, duas vezes na semana, e realizava voos diários entre GRU x MAO x GRU com aeronaves DC-10-30F, com uma capacidade de carga de 65.000 kg e um total de 400 m³ cada.
Além disso, a Master Top também realizava charters internacionais entre Campinas e Miami, nos Estados Unidos, com uma escala em Bogotá. Desde outubro de 2007, a taxa de ocupação da empresa era calculada em torno de 95%.
A MTA teve o certificado de operação cancelado pela ANAC, devido às irregularidades encontradas na empresa.
A empresa também se envolveu em um caso de corrupção envolvendo o filho de Erenice Guerra, ANAC e os Correios. Perdeu a Rede Postal Noturna/RPN e desde então decaiu. Também perdeu investimentos estrangeiros e acabou tendo suas aeronaves devolvidas por empresas de leasing. A empresa acabou por pedir falência em 2011. 
Após a falência, sua última aeronave restante, um McDonnell Douglas DC-10-30F, de matrícula PR-MTC, permaneceu estacionado no terminal de cargas Aeroporto Internacional do Rio de Janeiro-Galeão, até ser movido para uma área remota, onde permaneceu abandonado até ser desmontado em julho de 2025.
Foi a última empresa a operar o modelo McDonnell Douglas DC-10 no Brasil.

## Frota
| Prefixo | Aeronave                    | Serial | Ano f.f | Notas                                                  |
| ------- | --------------------------- | ------ | ------- | ------------------------------------------------------ |
| PP-MTA  | McDonnell Douglas DC-10-30F | 47908  | 1975    | Abandonado em SFB.                                     |
| PP-MTP  | McDonnell Douglas DC-10-30F | 46932  | 1974    | Abandonado em SFB.                                     |
| PR-MTC  | McDonnell Douglas DC-10-30F | 46540  | 1979    | Desmontado em GIG.                                     |
| N821SC  | Airbus A300B4-203F          | 211    | 1982    | Nunca chegou a operar pela empresa; Desmontado em CCS. |
| N501TR  | Airbus A300B4-200F          | 053    | 1979    | Nunca chegou a operar pela empresa; Desmontado em SFB. |